# Gish Bar Mons
Il Gish Bar Mons è una struttura geologica della superficie di Io.